# 폐기물 관리인

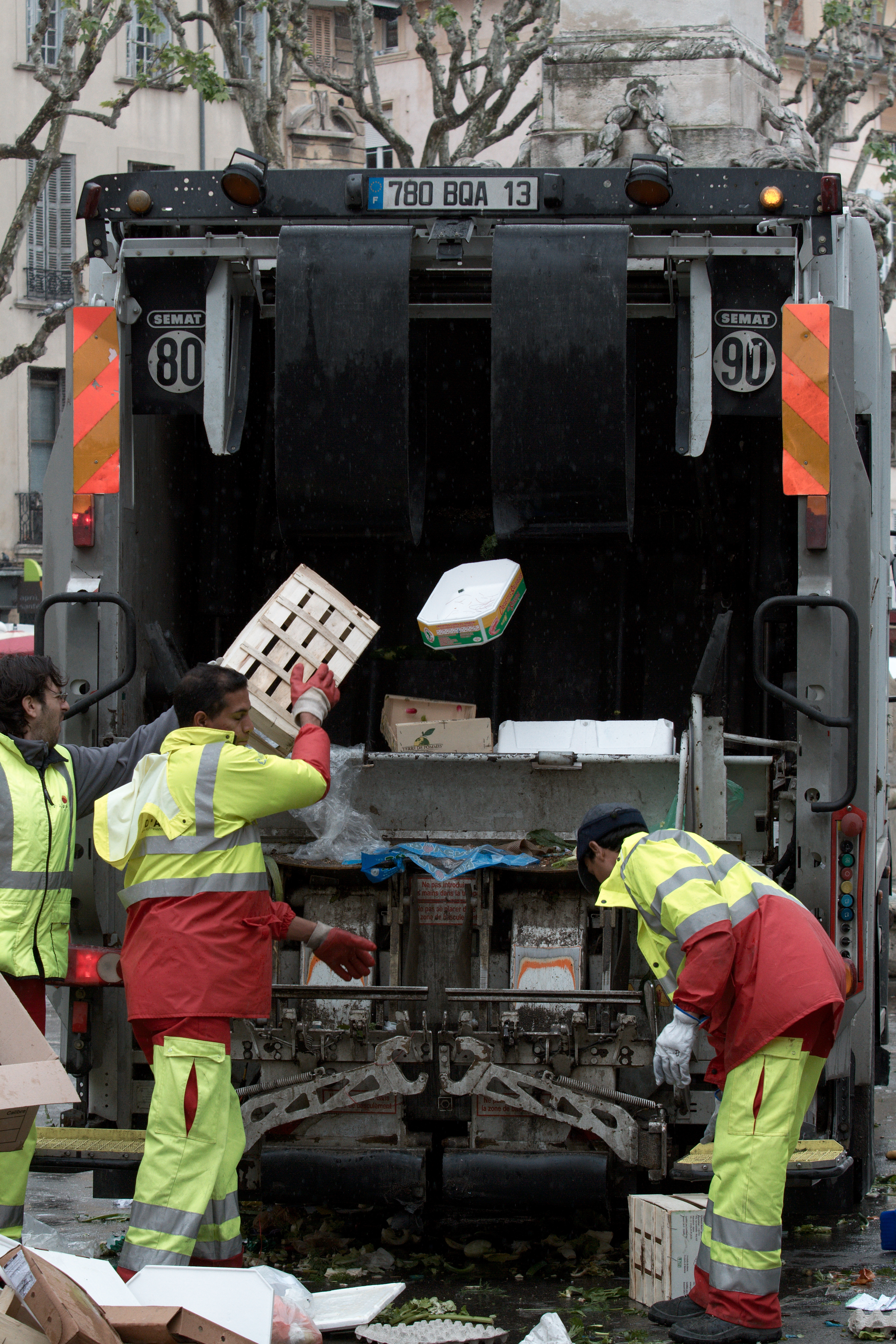
프랑스 엑상프로방스의 폐기물 관리인

폐기물 관리인(waste collector), 쓰레기 수거인은 도시 고형 폐기물(쓰레기) 및 추가 처리 및 폐기물 처리를 위한 주거용, 상업용, 산업용 또는 기타 수거 장소의 재활용품을 수집하고 처리하기 위해 공공 또는 민간 기업에 고용된 사람이다. 다양한 자동화 기능을 갖춘 전문 폐기물 수거 차량이 폐기물 수집가의 수집 및 운송 시간을 줄이고 노출로부터 보호하는 데 도움을 주기 위해 배치되는 경우가 많다. 폐기물 및 재활용품 수거 작업은 육체적으로 힘들며 일반적으로 근로자를 직업 위험에 노출시킨다.
최초로 알려진 폐기물 관리인은 1350년대 영국에서 흑사병이 발생했을 때 등장했으며 "레이커(raker)"라고 불렸다.
관련 직업으로는 위생 기술을 운영하고 유지하는 위생 작업자의 직업이 있다.

## 같이 보기
- 폐기물 관리